# معاملة المثليين في غامبيا
يواجه الأشخاص من المثليين والمثليات ومزدوجي التوجه الجنسي والمتحولين جنسياً (اختصاراً: LGBT) في غامبيا تحديات قانونية واجتماعية لا يواجهها غيرهم من المغايرين جنسيا. يعتبر النشاط الجنسي بين الرجال وبين النساء غير قانوني في غامبيا، ولكن يواجه الأشخاص من مجتمع المثليين وصمة عار بين السكان. كما أن المنازل التي يعيش فيها الشركاء المثليون غير مؤهلة للحصول على نفس الحماية القانونية المتاحة للأزواج المغايرين، مع وجود عدة تقارير تتحدث عن مستوى عالي من التمييز والانتهاكات ضد مجتمع المثليين.

## قانونية النشاط الجنسي المثلي
ينص القانون الجنائي لغامبيا بصيغته المعدلة عبر القانون التعديلي عام 2005 على الآتي:
- القسم 144. الجرائم الغير طبيعية.

(1) أي شخص –
(أ) يقوم بالمواقعة بأي شخص ضد نظام الطبيعة؛ أو
 * * *
(ج) يسمح لشخص ذكر بالمواقعة به أو بها ضد نظام الطبيعة؛
فإنه مذنب بارتكاب جناية، وعرضة للسجن لمدة أربعة عشر عاماً.
تنص المادة 145 على أن أي شخص يحاول ارتكاب أي من الجرائم المحددة في المادة 144 مذنب بارتكاب جناية ويكون عرضة للسجن لمدة 7 سنوات.
تنص المادة 147 على أن الشخص الذكر، سواء أكان عامًا أو خاصًا، يرتكب «فحشا جسيما» مع شخص ذكر آخر أو يشتري شخصًا آخر من الذكور لارتكاب فعل من هذا النوع معه، أو يحاول شراء شخص ذكر آخر لارتكاب مثل هذا الفعل مع شخص ذكر، مذنب بارتكاب جنحة وعرضة للسجن لمدة 5 سنوات. ينص النظام الأساسي أيضًا على أن الأنثى، سواء في القطاع العام أو الخاص، التي ترتكب «فحشا جسيما» مع شخص آخر أو يحث شخصًا آخر على ارتكاب فعل من هذا النوع معها، أو تحاول شراء شخص أنثى آخر لارتكاب مثل هذا الفعل مع امرأة أخرى، مذنبة بارتكاب جنحة وعرضة للسجن لمدة 5 سنوات. يشتمل مصطلح «الفحش الجسيم» على كل عمل جنسي مثلي.

## الاعتراف القانوني بالعلاقات المثلية
لا يوجد اعتراف قانوني بالعلاقات المثلية.

## التبني وتنظيم الأسرة
تمنع غامبيا الأشخاص من مجتنع المثليين من تبني الأطفال.

## الحماية من التمييز
لا توجد حماية ضد التمييز على أساس التوجه الجنسي أو الهوية الجندرية.
قال الرئيس الغامبي السابق يحيى جامع في مايو/أيار 2008 إن القوانين «الأكثر صرامة من تلك الموجودة في إيران» ضد المثليين سيتم تطبيقها قريبًا وتعهد «بقطع رأس» أي مثلي الجنس يتم القبض عليه في البلاد. في 15 مايو 2008، أعطى جامع، المثليين 24 ساعة لمغادرة البلاد. كما أمر «جميع أولئك الذين يؤوون هؤلاء الأفراد بطردهم من مجمعاتهم، مشيرًا إلى أنه سيتم إجراء دورية جماعية بناءً على تعليمات [المفتش العام للشرطة] ... ومدير إدارة الهجرة في غامبيا للتخلص من العناصر السيئة في المجتمع». وقال: «سيتم إغلاق أي فندق أو نزل [أو] أو مكان يؤوي هذا النوع من الأفراد، لأن هذا العمل غير قانوني. نحن في بلد أغلبه مسلمون ولن أقبل بمثل هؤلاء الأفراد في هذا البلد».
قُبض على رجلين إسبانيين زُعم أنهما مثليان، وهما بيري جوان (56 عاماً) وخوان مونبسيرات روسا (54 عامًا) على أيدي الشرطة الغامبية واحتُجزا في مركز شرطة كوتو في يونيو/حزيران 2008. «ووفقًا لمصادر... فقد اتصل الإسبان بسائقي سيارات الأجرة وطلبوا لنقلهم إلى المكان الذي يمكنهم فيه مقابلة المثليين، قائلين إنهم على استعداد لدفع أي مبلغ، وهو ما وافق عليه السائقون.وقالت المصادر أن السائقين طلبوا من الإسبانيين الانتظار، وأنهم سوف يبحثون عن المثليين جنسياً. غير الرجال رأيهم وقرروا الاتصال بالشرطة في مركز شرطة كوتو، الذين اعتقلوا الأسبانيين». أُطلق سراح الرجلين بعد ذلك، حسبما ورد بعد تدخل الحكومة الإسبانية.
في 23 ديسمبر/كانون الأول 2008، قُبض على فرانك بويرز، رجل يبلغ من العمر 79 عامًا من هولندا، في مطار بانجول الدولي عندما وجده المسؤولون بحوزته مواد إباحية، بما في ذلك صور عارية لنفسه مع بعض الرجال الغامبيين. أدانت محكمة في بانجول بويرز بأنه مذنب مع هؤلاء الرجال وحكمت عليه بدفع 100.000 دولار غامبي (2.500 جنيه إسترليني) بدلاً من عقوبة السجن لمدة عامين. بعد صدور الحكم، أخبر بويرز المدعي العام أنه يفضل السجن على الغرامة لأنه ليس لديه وسيلة لدفعها.
في 10 أبريل/نيسان 2012، أصدرت إحدى المحاكم حكماً على 18 من المثليين المزعومين (16 من السنغال، وواحد من غامبيا، وواحد من نيجيريا) الذين اعتقلوا في 9 أبريل/نيسان في حانة بمنطقة تنمية السياحة. لقد تم «اتهامهم بممارسة غير لائقة فيما بينهم في مكان عام». وفقًا لشهادة الشرطة في المحكمة في يوليو/تموز 2012، تمت الاعتقالات لأن الرجال كانوا يرتدون ملابس نسائية ويحملون حقائب اليد و «يسيرون مثل السيدات». في 1 أغسطس 2012، أسقط المدعي العام جميع التهم في القضية.
وجد تقرير حقوق الإنسان الصادر عن وزارة الخارجية الأمريكية عام 2011 أنه "كان هناك تمييز اجتماعي قوي ضد الأفراد من مجتمع المثليين، وبعض منهم منبوذة"، على الرغم من "عدم وجود حوادث العنف الجسدي ضد الأفراد المثليين خلال العام". ووجد التقرير أيضًا أنه لا توجد منظمات للمثليين والمثليات ومزدوجي التوجه الجنسي والمتحولين جنسياً في البلاد".

## ملخص
| قانونية النشاط الجنسي المثلي                                                                  | (العقوبة: السجن مدى الحياة)         |
| المساواة في السن القانوني للنشاط الجنسي                                                       | No                                  |
| قوانين مكافحة التمييز في التوظيف                                                              | No                                  |
| قوانين مكافحة التمييز في توفير السلع والخدمات                                                 | No                                  |
| قوانين مكافحة التمييز في جميع المجالات الأخرى (تتضمن التمييز غير المباشر، خطاب الكراهية)      | No                                  |
| قوانين مكافحة أشكال التمييز المعنية بالهوية الجندرية                                          | No                                  |
| زواج المثليين                                                                                 | No                                  |
| الاعتراف القانوني بالعلاقات المثلية                                                           | No                                  |
| تبني أحد الشريكين للطفل البيولوجي للشريك الآخر                                                | No                                  |
| التبني المشترك للأزواج المثليين                                                               | No                                  |
| يسمح للمثليين والمثليات ومزدوجي التوجه الجنسي والمتحولين جنسيا بالخدمة علناً في القوات المسلحة | No                                  |
| الحق بتغيير الجنس القانوني                                                                    | No                                  |
| علاج التحويل محظور على القاصرين                                                               | No                                  |
| الحصول على أطفال أنابيب للمثليات                                                              | No                                  |
| الأمومة التلقائية للطفل بعد الولادة                                                           | No                                  |
| تأجير الأرحام التجاري للأزواج المثليين من الذكور                                              | (غير قانوني للأزواج المغايرين كذلك) |
| السماح للرجال الذين مارسوا الجنس الشرجي التبرع بالدم                                          | No                                  |